# Pascal Bruckner

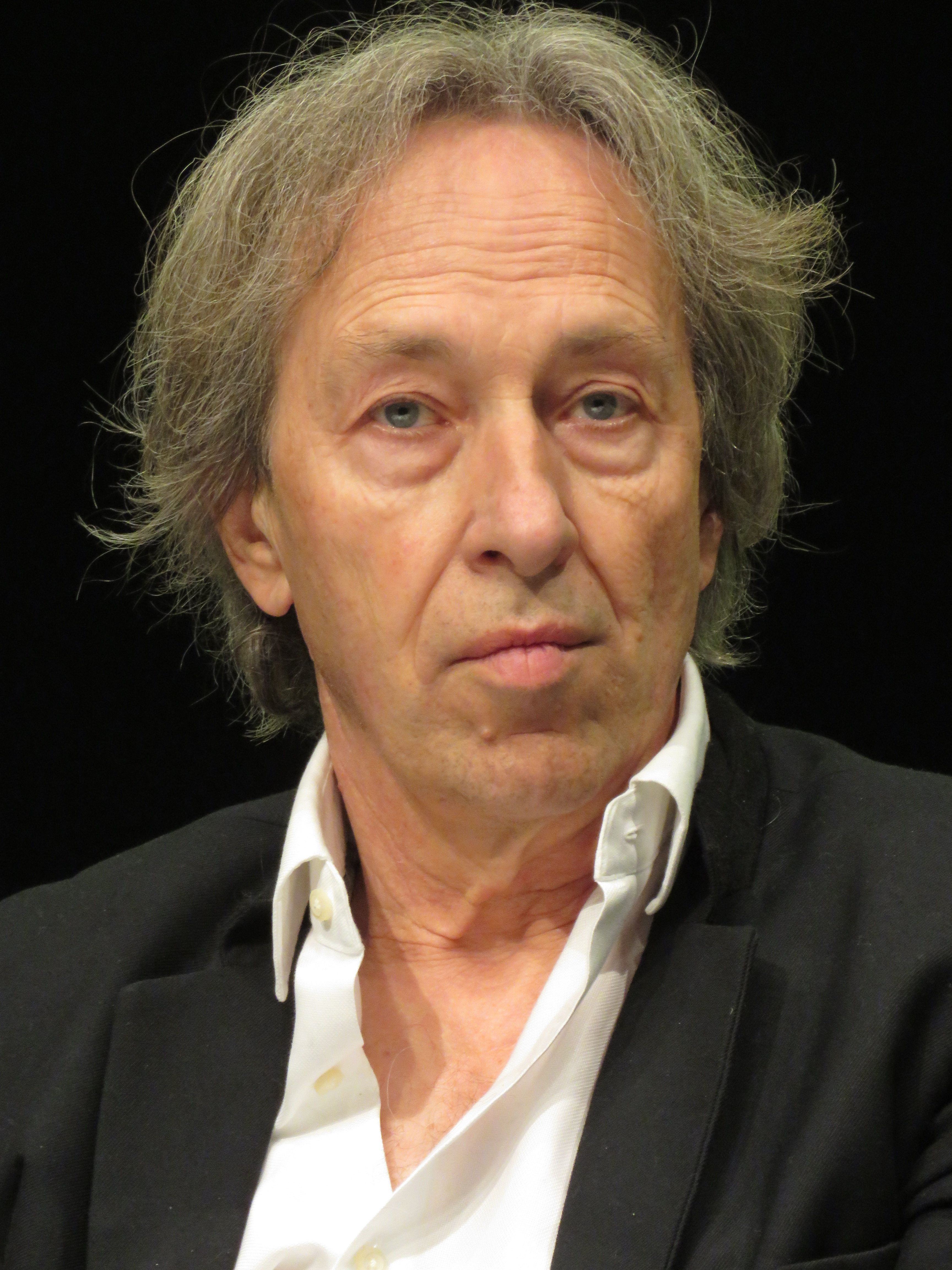
Pascal Bruckner (2017)

Pascal Bruckner (* 15. Dezember 1948 in Paris) ist ein französischer Romancier und Essayist. Er ist in Frankreich neben Bernard-Henri Lévy, Alain Finkielkraut und André Glucksmann einer der Vertreter der Nouvelle Philosophie.

## Leben
Bruckner wurde als Sohn der Lehrerin Monique Bruckner und des Ingenieurs René Bruckner geboren. Er studierte Philosophie in Paris und promovierte bei Roland Barthes. 1977 wurde er durch sein mit Alain Finkielkraut verfasstes Buch Le nouveau désordre amoureux (deutsch 1979 Die neue Liebesunordnung) bekannt. Darin geht es vor allem um die Zurückweisung der mit dem Namen Wilhelm Reich verbundenen „sexuellen Revolution“, wie sie zur gleichen Zeit auch von anderen Autoren, etwa der Psychoanalytikerin Janine Chasseguet-Smirgel und dem Philosophen Michel Foucault, betrieben wurde. Bruckner polemisiert gegen Reichs Ideen als eine „genitale Tyrannei“: Reich habe „eine Unordnung ordnen wollen. Tatsächlich hat er nur einer sehr alten Versklavung ein neues Gesicht gegeben.“ Später, 1997, bezeichnete er es als „eine der wichtigsten Entdeckungen unserer Generation“, dass „auch eine befreite Sexualität repressiv“ werden könne.
Bruckner führte 2007 eine öffentliche Debatte mit dem britischen Politologen Timothy Garton Ash, in der er diesem vorwarf, den in Europa lebenden Muslimen eine Sonderrolle einzuräumen und für einen Multikulturalismus einzustehen, der den westlichen Liberalismus schwäche. Bruckner spricht in diesem Zusammenhang von einem Paradoxon des Multikulturalismus: Er gewährt allen Gemeinschaften die gleiche Behandlung, nicht aber den Menschen, aus denen sie sich bilden, denn er verweigert ihnen die Freiheit, sich von ihren eigenen Traditionen loszusagen. Stattdessen: Anerkennung der Gruppe, Unterdrückung des Individuums. Bevorzugung der Tradition gegen den Willen all jener, die Bräuche und Familie hinter sich lassen, weil sie zum Beispiel die Liebe nach ihrer eigenen Vorstellung leben wollen.
Der Titel seines 2006 in Paris erschienenen Buches La Tyrannie de la Pénitence: Essai sur le Masochisme Occidental trifft Bruckners Position genau, die deutsche Fassung schwächt dagegen im Titel ab zu: Der Schuldkomplex. Bruckner wendet sich gegen die Kritik an den Europäern wegen der von ihnen in der Vergangenheit begangenen Großverbrechen wie Kolonialismus, Völkermord u. a. Diese sollen zwar nicht vergessen werden, sie sollen aber kein Grund dafür sein, dass man die mühsam erkämpften Errungenschaften der europäischen Aufklärung, z. B. Menschenrechte, Laizismus u. a., im Namen des Multikulturalismus in Frage stellt.
Wiederholt hat Bruckner das Konzept der Islamophobie kritisiert. Auf dem Hintergrund von Fremdenfeindlichkeit werde der Islam zur unantastbaren Sache aus Furcht, seine Kritiker könnten des Rassismus bezichtigt werden. Diese Haltung mache die gläubigen Muslime zu Opfern und entbinde sie von der Verantwortung der Gläubigen aller Art, für die Taten der eigenen Religion geradezustehen. Er verteidigt die Werte des laizistischen Frankreich und warnt vor der Wiederkehr des Fanatismus.
Seit 2019 ist er als Nachfolger von Bernard Pivot Mitglied der Académie Goncourt, die jährlich den wichtigsten französischen Literaturpreis Prix Goncourt vergibt.

## Werke
- mit Alain Finkielkraut, Die neue Liebesunordnung, Übers. Hainer Kober (Le nouveau desordre amoureux) Hanser, München 1979, ISBN 3-446-12842-5.
- Das Abenteuer gleich um die Ecke. Kleines Handbuch der Alltagsüberlebenskunst, Übers. Hainer Kober (Au coin de la rue, l’aventure) Hanser, München  1981,  ISBN 3-446-13265-1.
- Das Schluchzen des weißen Mannes. Europa und die Dritte Welt. Eine Polemik, Übers. Christiane Kayser (Le sanglot de l’homme blanc) Rotbuch, Berlin 1984, ISBN 3-88022-293-2.
- Die demokratische Melancholie, Übers. Maria Buchwald (La mélancholie démocratique) Junius, Hamburg 1991, ISBN 3-88506-182-1.
- Bitter Moon. (Lunes de fiel) Roman, Übers. Angelika Weidmann, Goldmann, München 1993, ISBN 3-442-42140-3 (Verfilmt von Roman Polański).
- Ich leide, also bin ich. Die Krankheit der Moderne, Übers. Christiane Landgrebe (La tentation de l’innocence) Aufbau, Berlin 1996, ISBN 3-7466-1249-7.
- Diebe der Schönheit. Roman, Übers. Michael Kleeberg (Les voleurs de beauté) Aufbau, Berlin 1998, ISBN 3-351-02845-8.
- Verdammt zum Glück. Der Fluch der Moderne. Essay, Übers. Claudia Stein (L’euphorie perpétuelle) Aufbau, Berlin 2001, ISBN 3-7466-2518-1.
- Ich kaufe, also bin ich. Mythos und Wirklichkeit der globalen Welt, Übers. Manfred Flügge (Misère de la prospérité) Aufbau-Verlag, Berlin 2004, ISBN 3-351-02568-8.
- Der Schuldkomplex. Vom Nutzen und Nachteil der Geschichte für Europa, Übers. Michael Bayer (La Tyrannie de la pénitence. Essai sur le masochisme en Occident, 2006) Pantheon, München 2008, ISBN 978-3-570-55045-8.[6]
- Le fanatisme de l’Apocalypse. Sauver la terre, punir l’homme. Grasset-Fasquelle, Paris 2011, ISBN 978-2-246-73641-7.
  - Auszug in Deutsch: Übers. Thierry Chervel bei Perlentaucher, 2012
- Un Racisme Imaginaire: La Querelle de L’Islamophobie. Grasset & Fasquelle, 2017, ISBN 978-2-246-85757-0 (französisch, 272 S.).
  - Der eingebildete Rassismus. Islamophobie und Schuld. Übers. Alexander Carstiuc, Mark Feldon, Christoph Hesse, Uli Krug (Un racisme imaginaire. La querelle de l’islamophobie, 2017) Edition Tiamat, Berlin 2020, ISBN 978-3-89320-262-1.
  - Auszug: Der verfluchte weiße Jude. Über den Versuch, die historische Schuld Europas von den Juden auf die Muslime zu übertragen. Dschungel, Beilage zu jungle world, 45, 5. November 2020, S. 21–23
- Une breve eternite: Philosophie de la longévité. Grasset & Fasquelle, Paris 2019, ISBN 978-2-246-82185-4.
- Un coupable presque parfait: La construction du bouc-émissaire blanc. Grasset & Fasquelle, 2020, ISBN 978-2-246-82643-9 (französisch, 352 S.).
  - Ein nahezu perfekter Täter: Die Konstruktion des weißen Sündenbocks (Critica Diabolis). Edition Tiamat, 2021, ISBN 978-3-89320-281-2 (328 S.).
- Je souffre donc je suis. Portrait de la victime en héros, Paris 2024.
  - Die Gesellschaft der Opfer. Porträt des Erniedrigten als Held, Edition Tiamat, Berlin 2024, ISBN 978-3-89320-321-5.